# Alain N’Kong
Alain Mosely N’Kong (ur. 6 kwietnia 1979 w Jaunde) – kameruński piłkarz, reprezentant kraju.

## Kariera piłkarska
N’Kong przygodę z futbolem rozpoczął w 1998 w klubie z rodzinnego miasta Canon Jaunde. Wraz z drużyną zdobył Puchar Kamerunu w 1999. W 2000 opuścił Europę i dołączył do portugalskiego SC Freamunde. W tej drużynie 14 razy pojawiał się na boiskach Segunda Liga. Następnym klubem w karierze N’Konga było urugwajskie CSD Villa Española. Miał swój udział w zdobyciu mistrzostwa Segunda División Profesional de Uruguay w 2001.
Od 2002 występował na Półwyspie Iberyjskim, najpierw w UD Las Palmas, następnie w FC Paços de Ferreira. W 2004 w barwach Nacional zagrał 10 spotkań na poziomie Primera División Uruguaya. Kolejnym przystankiem było Colorado Rapids. Bilans dla Rapids to 33 spotkania i 5 strzelonych bramek.
Sezon 2007/2008 spędził w Atlante Cancún, z którym zdobył mistrzostwo Liga MX w sezonie Apertura 2007. Po tym sezonie powrócił do Europy, gdzie zagrał w US Boulogne. Następnie powrócił do Meksyku do Indios de Ciudad Juárez. Od 2010 kontynuował karierę w zespołach z Indonezji. Były to kolejno Atjeh United (17/8), Arema (11/3), Persebaya Surabaya (12/4) oraz Persepam Madura Utama (20/3). Karierę piłkarską zakończył w 2014.
| Sezon   | Klub                      | Kraj              | Rozgrywki                               | Mecze | Bramki |
| ------- | ------------------------- | ----------------- | --------------------------------------- | ----- | ------ |
| 1998    | Canon Jaunde              | Kamerun           | Premième Division (D1)                  | 7     | 1      |
| 1999    | Canon Jaunde              | Kamerun           | Premième Division (D1)                  | 26    | 5      |
| 2000    | Canon Jaunde              | Kamerun           | Premième Division (D1)                  | 30    | 8      |
| 2000/01 | SC Freamunde              | Portugalia        | Segunda Liga                            | 14    | 0      |
| 2001    | CSD Villa Española        | Urugwaj           | Segunda División Profesional de Uruguay | 14    | 10     |
| 2002    | CSD Villa Española        | Urugwaj           | Primera División Uruguaya               | 14    | 8      |
| 2002/03 | UD Las Palmas             | Hiszpania         | Segunda División                        | 11    | 1      |
| 2003/04 | FC Paços de Ferreira      | Portugalia        | Primeira Liga                           | 0     | 0      |
| 2004    | Club Nacional de Football | Urugwaj           | Primera División Uruguaya               | 10    | 1      |
| 2005    | Colorado Rapids           | Stany Zjednoczone | Major League Soccer                     | 28    | 5      |
| 2006    | Colorado Rapids           | Stany Zjednoczone | Major League Soccer                     | 5     | 0      |
| 2007/08 | Atlante Cancún            | Meksyk            | Liga MX                                 | 16    | 4      |
| 2008/09 | US Boulogne               | Francja           | Ligue 2                                 | 19    | 2      |
| 2009/10 | Indios de Ciudad Juárez   | Meksyk            | Liga MX                                 | 30    | 1      |
| 2010/11 | Atjeh United              | Indonezja         | Indonesia Super League                  | 17    | 8      |
| 2011/12 | Arema                     | Indonezja         | Indonesia Super League                  | 11    | 3      |
| 2012/13 | Persebaya Surabaya        | Indonezja         | Indonesia Super League                  | 12    | 4      |
| 2013    | Persepam Madura Utama     | Indonezja         | Indonesia Super League                  | 15    | 3      |
| 2014    | Persepam Madura Utama     | Indonezja         | Indonesia Super League                  | 5     | 0      |

## Kariera reprezentacyjna
Kariera reprezentacyjna N’Konga przypada na rok 2008. Pierwsze spotkanie rozegrał 22 stycznia podczas Pucharu Narodów Afryki 2008 przeciwko Zambii, wygranym 5:1. Wystąpił także w półfinałowym starciu z Ghaną, w którym strzelił zwycięską bramkę. Pojawił się na boisku także w finałowym meczu z Egiptem, zakończonym porażką Kamerunu 0:1.
Po tym turnieju zagrał w trzech spotkaniach eliminacji do Mistrzostw Świata 2010. Łącznie N’Kong wystąpił w 6 spotkaniach reprezentacji Kamerunu, w których strzelił jedną bramkę.
| Mecze i gole w reprezentacji | Mecze i gole w reprezentacji | Mecze i gole w reprezentacji | Mecze i gole w reprezentacji  | Mecze i gole w reprezentacji | Mecze i gole w reprezentacji | Mecze i gole w reprezentacji |
| #                            | Data                         | Miasto                       | Przeciwnik                    | Gol                          | Wynik                        | Rozgrywki                    |
| ---------------------------- | ---------------------------- | ---------------------------- | ----------------------------- | ---------------------------- | ---------------------------- | ---------------------------- |
| 1.                           | 22.01.2008                   | Kumasi                       | Zambia                        |                              | 5:1                          | PNA 2008                     |
| 2.                           | 07.02.2008                   | Akra                         | Ghana                         | Gol                          | 1:0                          | PNA 2008                     |
| 3.                           | 10.02.2008                   | Akra                         | Egipt                         |                              | 0:1                          | PNA 2008                     |
| 4.                           | 31.05.2008                   | Jaunde                       | Republika Zielonego Przylądka |                              | 2:0                          | El. MŚ 2010                  |
| 5.                           | 08.06.2008                   | Curepipe                     | Mauritius                     |                              | 3:0                          | El. MŚ 2010                  |
| 6.                           | 14.06.2008                   | Dar es Salaam                | Tanzania                      |                              | 0:0                          | El. MŚ 2010                  |

## Sukcesy
Kamerun
- Puchar Narodów Afryki 2008: 2. miejsce

Canon Jaunde
- Puchar Kamerunu (1): 1999

CSD Villa Española
- Mistrzostwo Segunda División Profesional de Uruguay (1): 2001

Atlante Cancún
- Mistrzostwo Liga MX (1): Apertura 2007